# Christian Keller
Christian Thielsen Keller, danski nogometaš, 17. avgust 1980, Brørup, Danska.
Keller je nazadnje igral za Viborg, v svoji karieri pa je nastopal tudi za Lazio in Randers.